# Marcel Hanoun
Marcel Hanoun, né le 26 octobre 1929 à Tunis et mort le 22 septembre 2012 à Créteil,, est un réalisateur, photographe et écrivain français.

## Biographie
Marcel Hanoun traverse une première fois, enfant, la Méditerranée. Il revient définitivement en France, à Paris, après la Libération. Passionné d’aviation, il est auditeur libre en technique aéronautique et en mécanique générale au CNAM. 

### Un contemporain de la Nouvelle Vague
Dans les années 1950, il suit des cours d’art dramatique et l’enseignement d’André Vigneau au C.E.R.T. (Centre d’Études de Radio Télévision). Il est photographe et journaliste tout en pratiquant le cinéma d’amateur. Grand admirateur du cinéma de Robert Bresson (il est fasciné par Un condamné à mort s'est échappé, 1956), il désapprend les règles de la technique et affirme sa propre esthétique du cinéma. Contemporain de la Nouvelle Vague, il pratique des recherches poussées sur le plan, le montage, le désynchronisme linguistique entre image et son, et anticipe sur les travaux de cette dernière. Son premier long métrage Une simple histoire (Grand Prix Eurovision à Cannes/1959) fascine Jean-Luc Godard, qui l'aidera financièrement par la suite; il y pratique, déjà, la séparation de l'image et du son et crée un film d'une grande force poétique. Très sollicité, il réalise, dans le système, Le Huitième Jour (1960, avec Emmanuelle Riva).
Déçu par le résultat, il quitte la France et s'établit en Espagne pour quelques années, où il tourne des documentaires, notamment sur la corrida ou la Passion du Christ, avant de trouver, avec Octobre à Madrid (1964), son véritable style et sa manière de faire : le sujet de cet opus est le film en train de se faire ; Hanoun commente les événements vrais ou inventés, imagine son casting, filme diverses postulantes : ces « préparatifs » forment, en fait, le film achevé, tel qu'il est montré au public. Cette question de la création, commentée en direct, sera à la base de la plupart de ses films ultérieurs. La politique de l’exception culturelle pratiquée en France n'est pas suffisamment ouverte et radicale pour prendre la véritable mesure du travail de Marcel Hanoun. Le cinéaste et ses films circulent dans les universités américaines et les cinémathèques. À New York, Jonas Mekas est fasciné par ses travaux et en fait le cinéaste français le plus important depuis Bresson.

### L'identité du film en train de se construire, sujet central de la filmographie d'Hanoun
De retour en France, après son séjour en Espagne, Hanoun réalise un film qui fait date : L'Authentique Procès de Carl-Emmanuel Jung (1966). Il y évoque un personnage imaginaire, mais dont le portrait pourrait être celui d’un criminel de guerre nazi. Le mot juif n’est jamais prononcé, on parle toujours d’étrangers lorsqu'on évoque les victimes de Jung. Le cinéaste replace le personnage dans le cadre de la société d’abondance des années 1960. Mélomane et cultivé, il n'a, apparemment, rien d'un bourreau. Ce sont les images, la musique, le montage, le son qui instruisent, en fait, le procès. Hanoun se méfiera toujours des faits historiques (ou de société) déformés par les médias. Comme chez Brecht, la mise à distance du pathos permet au spectateur de réfléchir, avec plus de sérénité, à cette douloureuse question du génocide (qui peut réapparaître partout, dans tous les contextes). En 2004, le réalisateur évoque, dans L’ Étonnement, le cas Bertrand Cantat-Marie Trintignant de manière très distanciée qui prend une mesure salutaire avec le bourrage de crâne orchestré, à l'époque, par les radios et télévisions.

De 1968 à 1970, Hanoun tourne ses quatre saisons, d’abord les saisons fortes : L’Été (1968) et L’Hiver (1970), puis les saisons transitoires : Le Printemps (1970) et L’Automne (1972).
Ses principales préoccupations y sont synthétisées : L’Été est tourné en août 1968. Sa jeune protagoniste, entourée de diverses photos des événements de Mai (dont la couverture du numéro 1 de Cinéthique), réfléchît sur les récents événements en attendant son fiancé. Tout est calme, pourtant on sent, plastiquement, dans les interstices de l’attente, dans le superbe noir et blanc contrasté, à travers, enfin, le chuintement d’une radio qui annonce l’invasion de la Tchécoslovaquie par les troupes du Pacte de Varsovie, que le personnage vit dans une époque de transition sociale. Le Printemps met en parallèle la cavale d’un homme recherché par la police et l’arrivée des premières règles chez une adolescente (sa fille ?). Ce film anticipe sur le « dégendrement » qu’opère le cinéaste dans La vérité sur l’imaginaire passion d’un inconnu, où le rôle du Christ est tenu, tour à tour, par un homme et par une femme. L’Hiver et L’Automne sont des œuvres plus spécialement liées au processus de la création même (respectivement, comment faire et comment monter un film). Les identités et les rôles sont souvent, et volontairement, mélangés et confondus dans ses films.
Sans soutien institutionnel, Marcel Hanoun commence à tourner en 16 millimètres, puis en Super 8 et en vidéo, sans jamais baisser les bras. Il réalise, avec Un film (autoportrait) (1985), une mise au point subjective (il a commencé à employer le je dès Octobre à Madrid, bien avant Godard) et magistrale sur son esthétique, sa manière de faire, son combat et sa pugnacité.
Après 1976, il est, durant quelques années, chargé de cours à l’Université Paris I.

### Une œuvre méconnue en France
Entre 1970 et 1980, Marcel Hanoun fait des tournées d’universités aux États-Unis et au Canada où il présente son travail et anime des ateliers. En France, il se heurte à l’exclusion pratiquée par les tenants timorés de l’exception culturelle. Il pose un principe de base : le cinéaste est un créateur d’écriture, non un « auxiliaire de production ». Le 6 mars 1973, en riposte au 3e refus de la commission d’avance sur recettes du CNC d’examiner le scénario de La Vérité sur l'imaginaire passion d'un inconnu, il entame une grève de la faim. Son geste connaît un certain retentissement et la commission procède à la lecture du projet. Il accepte alors de surseoir à sa grève. Par 6 voix contre 6, la commission refuse l’avance... Il réalise néanmoins le film qui est présenté à la Quinzaine des réalisateurs du Festival de Cannes. Il obtient une seule fois, sur toute sa carrière, l'avance sur recettes pour Le Printemps (1970).
Néanmoins Marcel Hanoun tourne avec frénésie. « L’exemplarité de mon engagement serait de filmer, tant que les moyens techniques même les plus pauvres de filmer existeront. Je filme comme d’autres ont la nécessité d’écrire avec seulement de l’encre et du papier. Je filme dans les interstices des vastes espaces marchands. Il n’est pourtant pas toléré qu’il puisse en être, de filmer comme d’écrire » (Marcel Hanoun, 1985). 

Dès Octobre à Madrid, il met en place non seulement le thème récurrent, lancinant, sur lequel il reviendra, avec de nombreuses variations, tout au long de sa carrière, celui du film en train de se faire, mais aussi le cérémonial qu’il établit désormais avec ses spectateurs : il est souvent présent aux séances et invite, vivement, ces derniers à dialoguer avec lui. En 2010, malgré le fait qu’il doive subir une dialyse tous les trois jours, on le voyait souvent aux projections de ses films à la Cinémathèque française qui lui a consacré un hommage conséquent.
En 2003, Frédéric Acquaviva (créateur de la plupart de ses bandes sonores depuis 10 ans) réalise pour France Culture le premier documentaire radiophonique (90 min) sur l'œuvre de Marcel Hanoun.
En 2009, Frédérique Devaux et Michel Amarger signent un documentaire de 90 minutes sur cet artiste.
Au cours des années 2000 et 2010, malgré son état de santé fragile, Marcel Hanoun ne cesse de tourner et découvre avec bonheur les nouveaux outils audiovisuels. Il travaille essentiellement en vidéo légère et utilise également le téléphone portable. Le support lui importe moins que sa création qu'il peut, ainsi, poursuivre en toute liberté.
Le travail de Marcel Hanoun se caractérise par des collaborations de longue haleine avec certains acteurs privilégiés, tels Michael Lonsdale, Lucienne Deschamps ou Marc-Henri Boisse.

### Marcel Hanoun écrivain et théoricien
Marcel Hanoun est connu comme écrivain et théoricien du cinéma. Cela se manifeste dans ses films-essais, mais aussi dans ses nombreux ouvrages, recueils et manifestes, ainsi que la publication de ses scénarios.
Il a fondé deux revues. Tout d'abord, en 1969, la revue Cinéthique, dont il dirige les trois premiers numéros. Parti tourner et monter L'Hiver en Belgique, Hanoun est dessaisi de ses fonctions, la revue change de style et devient marxiste-léniniste. Puis il crée, en 1977 Changer le cinéma.
Par son intensité, sa profondeur et sa radicalité, le recueil de ses réflexions intitulé Cinéma Cinéaste. Notes sur le cinéma peut être comparé aux Notes sur le cinématographe de Robert Bresson. Comme le déclare Serge Toubiana à l'occasion de la rétrospective à la Cinémathèque française : « Vous êtes aussi un écrivain de cinéma, votre très beau livre en témoigne : Cinéma cinéaste, Notes sur l’image écrite, paru aux éditions Yellow Now, préfacé par Nicole Brenez qui accompagne votre démarche depuis longtemps avec talent. Pour vous, sans doute, filmer et écrire relèvent du même geste. « Écrire, filmer, acte de se penser soi-même », dites-vous. On ne se lasse pas de vous lire, on ne se lasse pas de regarder vos films. ».
Marcel Hanoun meurt le 22 septembre 2012 d'une attaque cardiaque.

## Publications
- L'Automne (scénario), Albatros, 1974.
- L'Authentique Procès de Carl Emmanuel Jung (scénario), l’Avant-Scène cinéma, no 242, 15 février 1980 (découpage Christine Goyetche et Patrick de Haas).
- « L'Acte cinématographique (pour un nouveau cinéma) », in Cinémas de la modernité. Films, théories, sous la direction de Dominique Château, André Gardies, François Jost, Klincksieck, 1981.
- Chic (avec photographies de Marcel Hanoun), éd. de La Traversière.
- L'Insoutenable Regard de la caméra, E.C. éd, 1995.
- Je meurs de vivre (scénario), E.C. éd, 1995.
- Un arbre fou d'oiseaux (scénario), Cinécriture, 1997
- Cinéma Cinéaste. Notes sur le cinéma, Crisnée, Yellow Now, 2001
- Libertad, Alias, 2008
- Le Ravissement de Natacha, Crisnée, Yellow Now, 2009
- Le Cri, Collection Acquaviva / Éditions Derrière la salle de bains, 2010
- L'Authentique Procès de Carl Emmanuel Young, 2015, Le Printemps, L'été, L'automne, l'Hiver, 2016,  édités en DVD par Re:Voir Vidéo[5].

### Citations de Marcel Hanoun
« La création – au travail – est en soi cri de non-obéissance. » (1997)
« Emparez-vous de toute forme de hors-champ, détournez la norme, mettez-vous à la marge, observez le monde, non d'en être au cœur, libres d'être corseté de ses préjugés, mais dans un survol au grand-angle, vous privant de zoomer. Emparez-vous de la liberté d'inventer pour inventer la liberté. Taillez une plume, greffez-lui l'œil d'une caméra, une oreille qui ne soit qu'un orifice sans pavillon visible. Saisissez-vous de cette plume, écrivez, tracez en images sonores ce que vous pourriez vainement filmer en mots imagés, séducteurs et fallacieux. Faites, refaites le cinéma plutôt que « du cinéma ». N'ayez de maîtres de filmer que vous-mêmes, non de maîtres à filmer qui ne soient que maîtres de ballet et ne le soient que de vouloir vous apprendre à bien valser un film. Faites votre cinéma tout en marchant pas à pas, mâchonnant d'amers et tendres cailloux. Avancez, libres de toute discipline marchande. »
Lettre aux États Généreux (2009)
« Sur le tard de ma vie, cinéaste, depuis longtemps je sais, j’ai su toujours que l’exception, la diversité culturelles, sont des leurres qui nous feraient croire que la culture est dissociée de l’argent, qu’elle n’est pas conditionnée par le préalable d’une rentabilité financière, qu’elle est un pur commerce de l’esprit, insoumise aux règles d’un commerce ordinaire, d’une marchandisation.
Je n’ai presque jamais matériellement vécu de mes créations cinématographiques. J’ai juste rêvé mes films, j’en ai été, pour la plupart, le peintre et l’écrivain. Mes œuvres n’ont jamais vécu à travers des instances, des institutions, détournées de leurs vocations culturelles, démissionnaires. Avec des moyens pauvres et dérisoires, avec l’aide, la bonne volonté de ceux qui ont travaillé avec moi, j’ai pu réaliser mes films.
Je les ai volés, arrachés à une part d’ombre, rarement offerte au Public, interdite. Mes films ont été soustraits à la propagande d’une certaine intelligentsia critique, convenue, servile, sans créativité, sans esprit de découverte, ne devant sa survie que d’avoir partie liée avec la seule prospective commerciale. » (avril 2010)
« De tous les sens, l'odorat est celui qui me frappe le plus. Comment l'odeur, le goût, se font-ils parfum, comment nos nerfs se font-ils nuances, interprètes subtiles, sublimes de ce qui ne se voit pas, ne s'entend pas, ne s'écrit pas avec des mots ? L'odeur serait comme une âme, immatérielle. »

### Marcel Hanoun par Raoul Vaneigem
En 2009, à l'initiative d'Eric Marais, Raoul Vaneigem rédige le texte Pour saluer Marcel Hanoun : 

« Tout véritable créateur aspire à dépasser l’œuvre d’art pour réaliser l’œuvre de la vie. Chesterton note à propos de William Blake : « C’est un duel entre un artiste qui souhaite n’être qu’un artiste et un artiste qui nourrit une ambition plus haute et plus ardue : celle d’être un homme, c’est-à-dire un ange ». Délavé de sa fonction d’entremetteur divin auquel l’avait ravalé l’infamie religieuse, l’ange, en l’occurrence, n’est pas le messager d’un Dieu fantasmatique, il ne procède pas de l’esprit, qui rompt le corps à sa tyrannie, il n’obéit pas au souffle céleste d’une muse. L’ange est le « double », le « daimôn » - ainsi que l’appelaient les Grecs – que l’homme façonne inconsciemment dans l’Erèbe et dans l’Éden de son chaos émotionnel. Il est l’émanation des forces les plus élémentaires du corps, il vient à celui dont il est issu, porteur d’un enchevêtrement de bonnes et de mauvaises fortunes, qu’il appartiendra un jour à la conscience créatrice de démêler, afin que « seul entre tous les êtres, l’homme ait le privilège d’intervenir par sa volonté dans le cycle des nécessités, infrangible pour les êtres de pur instinct, et de commencer en lui-même une toute nouvelle série de phénomènes » (Schiller). Le véritable artiste, c’est l’être humain créant les conditions d’une humanité souveraine. »

— Raoul Vaneigem, Pour saluer Marcel Hanoun

### La reconnaissance institutionnelle et la diffusion des films sur internet
En 1994, une rétrospective est organisée au Galerie nationale du Jeu de Paume. En 1997, il anime une projection/débat à la Maison des Écrivains : Écrire/Filmer. Un hommage à son œuvre en vidéo a lieu, en 1997, au Festival de Locarno.

Depuis 2000, à l'initiative de Nicole Brenez, la Cinémathèque française montre souvent l'œuvre de Marcel Hanoun. Ce travail trouve son apogée en mai 2010 : ensemble, les équipes de la programmation, de l’Action culturelle et des collections de la Cinémathèque française réalisent pour Marcel Hanoun un travail exceptionnel et organisent une rétrospective complète à l'occasion de laquelle un grand nombre de ses films sont restaurés et de nouvelles copies tirées, en particulier de certains films jusque-là invisibles. Gérard de la nuit (1955), Le Huitième jour (1959), Mystère d’Elche (1964), L’Eté (1968), L’Hiver (1969), Le Printemps (1970), Le Vent souffle où il veut (1975), Le Regard ou Extase (1977), Un film (Autoportrait) (1985) font ainsi l'objet de nouveaux tirages.
« C’est intéressant, parce que c’est en partie cela le cinéma de Marcel Hanoun » précise Bénoliel : « Une œuvre qui n’en finit jamais et une œuvre actuelle, presque actualisée de se nourrir de l’actualité (une œuvre comme un feu aussi se nourrit de ce qui le consume, lui en tant qu’homme ; il a d’ailleurs intitulé un de ses films en vidéo, Je meurs de vivre [1992], et un autre – sur Roland Topor :  Le cinéma au travail comme la mort, 1997). Toute sa vie, il a fait des films à partir de fait-divers, à partir de sa lecture des journaux, d’une information entendue à la radio, bref à partir de ce qui fait notre histoire collective (sauf erreur, pas une adaptation littéraire avouée, en revanche, en 70 films). »
Parallèlement, Marcel Hanoun crée sur internet une Cinémathèque personnelle et y insère des extraits de ses films à disposition des spectateurs. Il l'intitule ma-cinematheque.com et revendique de ne pas faire commerce de ses films. Les extraits sont retirés à partir de 2011, date à laquelle Marcel Hanoun met plusieurs de ses films en intégralité sur YouTube. On trouve également sur internet des portraits ou captations d'interventions (Master-Classes, ateliers..) réalisés par d'autres cinéastes, tels Lionel Soukaz ou Bert Beyens.
Parmi les cinéastes qui revendiquent le rayonnement de la pensée de Marcel Hanoun sur leur travail figurent notamment José Luis Guerin et Francesca Solari.

## Filmographie
- 1955 : Gérard de la nuit, 35 mm, noir et blanc, 20 min (coscénario, réalisation)
- 1956 : Croquis d'Islande, 16 mm, noir et blanc, 12 min, TV (r, ph)
- 1956 :  Des hommes qui ont perdu racine, n&b, 16 mm, 17 min, TV (r, ph)
- 1957-1958 : Une simple histoire, 16 mm, n&b, 70 min, TV (sc, r, ph) Grand prix Eurovision à Cannes en 1959.
- 1959 : Le Huitième Jour 35 mm, n&b et couleur, 80 min (coscénario, réalisation)
- 1960-1964
  - « Fresques espagnoles » : La muerte del toro - Le Christ dans la cité - Feria - La rose et le barrage - Ego Sum - Gaudi opera - La dame d'Elche - Le mystère d'Elche - Sérénade pour Mojacar
  - Operacion H, 35 mm, n&b, 20 min (dir ph)
  - Octobre à Madrid, 35 mm, n&b, 70 min, TV (sc, r, ph)
- 1966-1967
  - L'Authentique Procès de Carl-Emmanuel Jung, 35 mm, n&b, 66 min (réalisation, montage)
  - Tiziana, reportage pour l'ORTF, 16 mm, couleur, 13 min
- « Les Saisons », 1968-1972
  - 1968 : L'Été, 35 mm, n&b, 66 min (sc, r, ph)
  - 1969 : L'Hiver, 35 mm, n&b et couleur, 80 min (coscénario, r, ph)
  - 1970 : Le Printemps, 35 mm, n&b et couleur, 80 min (coscénario, r, ph)
  - 1971-1972 :  L'Automne, 16 mm, n&b et couleur, 65 min (sc, r, ph). Prix spécial du jury du Festival du film francophone de Dinard en 1972.
- 1969 : Bruges, 16 mm, couleur, 12 min (r, ph)
- 1973 : La Vérité sur l'imaginaire passion d'un inconnu, 35 mm, n&b et couleur, 80 min (sc, r, ph)
- 1976 :
  - Fondateur de la revue Changer le cinéma (4 numéros)
  - Le Regard, 35 mm, n&b et coul., 75 min (sc, r, ph)
  - Sélection « D'autres films », Cannes, 1977
  - Médaille d'argent, Figueira da Foz, 1977
  - Le vent souffle où il veut, 16 mm, couleur, 17 min
- 1978 : La Nuit claire, 16 mm, n&b et couleur, 80 min (sc, r)
- 1979 :
  - Le temps met fin aux hautes pyramides, 16 mm, couleur, 15 min. (sc, r)
  - Futur antérieur, 16 mm, n&b et couleur, 15 min (sc, r)
- 1981
  - L'Arbre qui gémit, 35 mm, couleur, 12 min (sc, r, ph)
  - Un film, 1981-1983, 16 mm, n&b et couleur, 95 min (sc, r)
- 1982 : Sculptures de David Rabinowitch, étude cinématographique de Marcel Hanoun (inachevé)
- 1983
  - La Geste du potier (coréalisation avec Joseph Morder), Super 8, 1980-83
  - Peu d'hommes, quelques femmes, 1980-83, Super 8, couleur, 80 min
- 1984 : Le Soleil bas, Super 8 (film disparu)
- 1987 : Boucherie fine, 16 mm, couleur, 13 min (sc, r)
- Didier Rousseau, sculpteur, performance, 1988, 12 min
- Cela s’appelle l’amour, 1984-1989, (mélange de film Super 8 et de vidéo 8 transférées en U-matic BVU), 56 min.
- Otage, 1989, 56 min
- De mémoire d’eau, 1990, 15 min
- La ville qui traverse le temps, 1991, 18 min
- L’art silencieux, 1991, 12 min
- Regard/passion/mémoire, 1992, 13 min
- Le cri de l’arbre, 1992, 13 min
- Je meurs de vivre, 1992-1994, 53 min
- Loin près de la mort, loin près de l’amour (les amants de Sarajevo), 1993, 23 min
- Un château en hiver, 1993-1994, 80 min
- A flor encarnada, 1993-1994, 60 min* Le regard blessé, 1994, 15 min
- Un arbre fou d’oiseaux, 1995-1996, 47 min
- La boulangère et la cosmonaute, 1996, 26 min
- Chemin d’humanité, 1997, 52 min
- Les Amants de Sarajevo, 1997, 22 min
- Bruit d'amour et de guerre, 1997
- Visage, 1997, 5 min
- Le cinéma au travail comme la mort, 1997, 13 min (reportage sur Roland Topor)
- Jeanne, aujourd’hui, 2000
- Le cri, film muet, 2001 (coréalisation Estelle Courtois)
- Y voir, identité, 2003
- L’étonnement, 2004
- Le ravissement de Natacha, 2007
- Insaisissable image, 2007
- Libertad, 2008
- Futur antérieur, 2009
- Déconstruction, 2009
- Extraits d’une lettre de Marcel Hanoun à quelques jeunes cinéastes, 2009 (film collectif de Marcel Hanoun, Francesca Solari, Guillaume Massart, Nicole Brenez, Maurice Ferlet, Mathilde de Romefort, Brad Stevens)
- Cello, 2012
- Un corps sans visage, 2012

### Vidéographie
- Marcel Hanoun. Les Saisons, coffret 4 DVDs + livre avec articles signés par : Jean-Louis Bory, Dominique Noguez, Emeric de Lastens, André Cornand & Abraham Segal, Paola Rima Melis, Re:Voir, 2016

## Rétrospectives
- 1970 : Rétrospective Marcel Hanoun à New York (Cinéma le New Yorker et Museum of Modern Art), Cinémathèque canadienne à Montréal
- 1975 : Rétrospective Marcel Hanoun à Bruxelles (Cinémathèque royale de Belgique, Musée du cinéma), dans le cadre de Europalia France 1975

## Filmographie comme acteur
- 1971 : Le Journal d'un suicidé de Stanislav Stanojevic
- 1973 : La grève de la faim de Marcel Hanoun dans les locaux du Collectif Jeune Cinéma de Joseph Morder
- 1977 : Marcel Hanoun tourne La vie claire de Joseph Morder
- 1978 : L'Été madrilène de Joseph Morder
- 1979 : Cinématon no 60 de Gérard Courant
- 1982 : She's a very nice lady de Gérard Courant
- 1987 : Amours décolorées de Gérard Courant
- 1988 : L'Équipe de tournage de Otage de Marcel Hanoun, série Portrait de groupe de Gérard Courant
- 1999 : Le Journal de Joseph M de Gérard Courant
- 1999 : Le Chemin de Resson : Joseph Morder rend visite à Marcel Hanoun de Gérard Courant
- 2007 : 2 ou 3 choses que je sais de Joseph Morder de Gérard Courant
- 2012 : In Memoriam Marcel Hanoun de Gérard Courant

## Films sur Marcel Hanoun
- 1994 : A la Rencontre de Marcel Hanoun, de Bert Beyens
- 2003 : Marcel Hanoun : une leçon de cinéma, de Frédérique Devaux et Michel Amarger
- 2011 : Marcel Hanoun, Chemin faisant, de Laurent Aït Benalla et Stéphanie Serre
- 2011 : Une minute pour Marcel Hanoun, de François Grivelet et Kentaro Sudoh, hommages par Luc Moullet, Boris Lehman, José Luis Guerin, Gérard Courant, Babette Mangolte, Francesca Solari, Raphaël Bassan, Lucienne Deschamps, Pip Chodorov,, André S. Labarthe, Marc-Henri Boisse, Emeric de Lastens, François Barat, Nicole Brenez, Frédéric Acquaviva, Bert Beyens, Marcel Mazé, Frédérique Devaux, Philippe-Emmanuel Sorlin, Patrice Hamel, Michel Lonsdale, Oreste Scalzone, Bernard Benoliel, Jonas Mekas
- 2012 : L'Entrefilm, de Francesca Solari
- 2012 : L'Avion invisible, de Karim Daniali
- 2012 : Face à la mèr(e), de Morena Campani
- 2012 : La Nuit claire de Marcel Hanoun par Gérard Courant, de Gérard Courant
- 2012 : Les funérailles de Marcel Hanoun au Père-Lachaise à Paris, de Gérard Courant
- 2017 : Marcel Hanoun, Caminando de Paola Rima Melis

## Émission Radiophonique sur Marcel Hanoun
- 2003 : Connaissez-vous Marcel Hanoun ?, radio/phonie de Frédéric Acquaviva, 2002-2003 (France Culture, diffusion : 7 février 2003, 90 min)

## Commentaires sur Marcel Hanoun
- « Cinéaste maudit par excellence, il est marginalisé à la fois par l’industrie et par la critique » (Marcel Martin, Dictionnaire Larousse du Cinéma).
- Pour Jean-Louis Bory (Questions au cinéma, Stock) : « [...] une réflexion acharnée, rigoureuse, minutieuse, obsédante, obsédée sur le cinéma lui-même. Sur le cinéma s’interrogeant sur l’aventure qu’il est lui-même, enchaînant images et sons pour la fascination… »
- Soutenu par Jonas Mekas, qui le considère comme le cinéaste français le plus important depuis Robert Bresson, le milieu expérimental en fait, dans les années 1970, un de ses mentors : « Hanoun bâtit une esthétique faite de ruptures, de collages, et qui nécessite de la part du spectateur un profond investissement personnel ». (Raphaël Bassan, Encyclopædia Universalis, 2005)[9]. Dans son livre Praxis du cinéma (1969), Noël Burch consacre un chapitre entier à Une simple histoire.
- « La passion, le regard, l’authenticité d’Hanoun font que son œuvre défie réellement le temps ». (Christiane Kolla/cinéaste)[réf. nécessaire]
- « Presque chacun de ses films est un métafilm. Comme Flaubert, invisible au-dessus de sa création et en même temps dévoilant tout dans sa correspondance. Toujours l’oxymore ». (Dominique Noguez)[réf. nécessaire]
- « ...En revanche, j'ai très souvent adhéré à des expériences avec des gens comme Marcel Hanoun, Marguerite Duras ou Samuel Beckett, qui inventent des choses complètement inédites ... » (Michael Lonsdale et le métier d'acteur, Le Monde du 31 mars 2006.
- « Marcel Hanoun se situerait des deux côtés à la fois, dans ses films il questionne le cinéma comme il questionne le monde, et voir l’un d’eux, au-delà d’éventuelles réactions de rejet, toujours possibles tant le modèle dominant est prégnant, c’est commencer à comprendre ce qu’est le cinéma, qui n'a rien à voir avec l’histoire et le scénario, contrairement à ce que répètent depuis cinquante ans, dans le sillage d’André Bazin, ceux qui voudraient faire croire qu'il y aurait quelque part de l'expérimental, réservé à quelques fêlés, et ailleurs, ouf, quel soulagement de n'être pas obligé de penser, le cinéma, le vrai, celui qui mérite d'être vu par les spectateurs... » (Anne Guérin-Castell, Mediapart)[source insuffisante]
- « Revoir périodiquement les films de Marcel Hanoun s'avère d'une nécessité absolue – un peu comme réécouter à l'infini, jusqu'à l'obsession, un disque constamment enrichi par les fluctuations de la subjectivité – pour tous ceux qui sont aux aguets des perpétuelles mutations des formes cinématographiques » Raphaël Bassan, Cinéma expérimental. Abécédaire pour une contre-culture, 2014, p. 140).
- « Ma rencontre avec Marcel Hanoun, il y a une quinzaine d'années, a été révélatrice. Marcel décrivait un déplacement du cœur de l'image vers son hors champ et une inflexion nouvelle de la direction, des acteurs et des événements.... Le choc d'entendre exprimé par la bouche d'un autre mon sentiment, fort et inavouable, a joué pour moi comme une autorisation à ressentir ce que je ressens, à être ce que je suis ». (Francesca Solari) [réf. nécessaire].